# Hyacinth Petit
Hyacinth Petit OCarm (* 24. Januar 1680 in Virton, Belgien; † 26. Juli 1719 in Osnabrück) war ein römisch-katholischer Bischof.
Hyacinth Petit wurde in Virton geboren, das damals zur Erzdiözese Trier gehörte. 1690 erhielt er in Luxemburg die Tonsur und trat kurz danach in den Karmelitenorden ein. Am 8. März 1704 empfing er die Priesterweihe in Köln. Hier wurde er auch 1710 zum Dr. theol. promoviert und wurde daraufhin Lektor für Theologie und Philosophie im Karmeliterkloster in Frankfurt am Main.
Nachdem Petit zum Generaldefinitor und Qualifikator am Heiligen Offizium in Rom berufen worden war, wurde er am 11. Mai 1717 von der päpstlichen Missionskongregation „de Propaganda Fide“ als Weihbischof in Osnabrück und Apostolischen Vikar des Nordens vorgeschlagen. Am 11. Februar 1718 wurde er zum Titularbischof von Heliopolis in Augustamnica und zum Weihbischof in  Osnabrück sowie am 9. April 1718 zum Apostolischen Vikar des Apostolischen Vikariat des Nordens ernannt. Am 12. Februar 1718 wurde er in Rom zum Bischof geweiht. Der Kölner Erzbischof, der die kirchliche Jurisdiktion in Osnabrück ausübte, ernannte Petit zu seinem Metropolitanvikar in Osnabrück.
Weil das Osnabrücker Domkapitel wegen der Wahl eines Protestanten zum Bischof von Osnabrück exkommuniziert worden war, erhielt Petit die Aufgabe, die Domkanoniker von der Kirchenstrafe der Exkommunikation zu absolvieren.
Der protestantische Landesherr des Hochstifts Osnabrück Ernst August II. von Braunschweig-Lüneburg verweigerte Petit die ihm zustehenden Einkünfte und Wohnung in Osnabrück, weswegen Petit im Kolleg der Jesuiten in Osnabrück wohnte, die auch das Gymnasium Carolinum (Osnabrück) leiteten.
Petit verstarb überraschend am 26. Juli 1719 in Osnabrück.